# Vertical Race
Der englischsprachige Begriff Vertical Race bedeutet „vertikales Rennen“ und ist die offizielle Bezeichnung für eine Wettkampfdisziplin beim Skitourengehen.

## Allgemeines
Im Gegensatz zu den typischen Wettkämpfen im Skibergsteigen handelt es sich beim Vertical Race um ein reines Aufstiegsrennen ohne Skiabfahrten und ohne Tragepassagen. Wie auch bei den internationalen Wettbewerben des ISMC wird seit 2007 im Rahmen der Durchführung einer Deutschen Meisterschaft jeweils ein männlicher und weiblicher Deutscher Meister im Vertical Race bestimmt.
Da die Union Internationale des Associations d’Alpinisme (UIAA) die Aufnahme der Sportart Skibergsteigen bei den Olympischen Spielen 2018 anstrebte, war davon auszugehen, dass auch das Vertical Race zukünftig olympische Disziplin sein könnte.

## Meisterschaften
Das Vertical Race wurde bei den Weltmeisterschaften im Skibergsteigen erstmals 2004 und bei den
Europameisterschaften im Skibergsteigen erstmals im Jahr 2005 als Disziplin gewertet.
| Weltmeisterschaft | Weltmeisterschaft | Weltmeisterschaft | Weltmeisterschaft | Weltmeisterschaft | Weltmeisterschaft         | Weltmeisterschaft           | Weltmeisterschaft     |
| ----------------- | ----------------- | ----------------- | ----------------- | ----------------- | ------------------------- | --------------------------- | --------------------- |
| Jahr              | Herren            | Herren            | Herren            |                   | Damen                     | Damen                       | Damen                 |
| Jahr              | 1. Platz          | 2. Platz          | 3. Platz          |                   | 1. Platz                  | 2. Platz                    | 3. Platz              |
| 2008              | Florent Perrier   | Dennis Brunod     | Grégory Gachet    |                   | Roberta Pedranzini        | Francesca Martinelli        | Nathalie Etzensperger |
| 2006              | Patrick Blanc     | Tony Sbalbi       | Florent Perrier   |                   | Natascia Leonardi Cortesi | Roberta Pedranzini          | Catherine Mabillard   |
| 2004              | Patrick Blanc     | Florent Perrier   | Sébastien Epiney  |                   | Cristina Favre-Moretti    | Isabella Crettenand-Moretti | Gloriana Pellissier   |

| Europameisterschaft | Europameisterschaft | Europameisterschaft | Europameisterschaft     | Europameisterschaft | Europameisterschaft    | Europameisterschaft | Europameisterschaft |
| ------------------- | ------------------- | ------------------- | ----------------------- | ------------------- | ---------------------- | ------------------- | ------------------- |
| Jahr                | Herren              | Herren              | Herren                  |                     | Damen                  | Damen               | Damen               |
| Jahr                | 1. Platz            | 2. Platz            | 3. Platz                |                     | 1. Platz               | 2. Platz            | 3. Platz            |
| 2018                | Kilian Jornet       | Davide Magnini      | Antonio Alcalde Sanchez |                     | Axelle Mollaret        | Victoria Kreuzer    | Alba de Silvestro   |
| 2007                | Florent Perrier     | Agustí Roc Amador   | Manuel Pérez Brunicardi |                     | Laëtitia Roux          | Roberta Pedranzini  | Gloriana Pellissier |
| 2005                | Agustí Roc Amador   | Florent Perrier     | Mirco Mezzanotte        |                     | Cristina Favre-Moretti | Gloriana Pellissier | Barbara Gruber      |

| Deutschland Deutsche Meisterschaft «Vertical Race» | Deutschland Deutsche Meisterschaft «Vertical Race» | Deutschland Deutsche Meisterschaft «Vertical Race» | Deutschland Deutsche Meisterschaft «Vertical Race» | Deutschland Deutsche Meisterschaft «Vertical Race» | Deutschland Deutsche Meisterschaft «Vertical Race» | Deutschland Deutsche Meisterschaft «Vertical Race» | Deutschland Deutsche Meisterschaft «Vertical Race» |
| -------------------------------------------------- | -------------------------------------------------- | -------------------------------------------------- | -------------------------------------------------- | -------------------------------------------------- | -------------------------------------------------- | -------------------------------------------------- | -------------------------------------------------- |
| Jahr                                               | Herren                                             | Herren                                             | Herren                                             |                                                    | Damen                                              | Damen                                              | Damen                                              |
| Jahr                                               | 1. Platz                                           | 2. Platz                                           | 3. Platz                                           |                                                    | 1. Platz                                           | 2. Platz                                           | 3. Platz                                           |
| 2018                                               | Thomas Trainer                                     | Stefan Knopf                                       | Cornelius Unger                                    |                                                    | Alexandra Hagspiel                                 | Daniela Ruppaner                                   | Susanne Lenz                                       |
| 2017                                               | Anton Palzer -2-                                   |                                                    |                                                    |                                                    | Susanne von Borstel                                | Katharina Alberti                                  | Sophie Vorschneider                                |
| 2016                                               | Anton Palzer                                       |                                                    |                                                    |                                                    |                                                    |                                                    |                                                    |
| 2008                                               | Andreas Strobel                                    |                                                    |                                                    |                                                    | Barbara Gruber -2-                                 |                                                    |                                                    |
| 2007                                               | Martin Echtler                                     |                                                    |                                                    |                                                    | Barbara Gruber                                     |                                                    |                                                    |